# Telmatobius yuracare
Telmatobius yuracare (лат.) — редкий вид бесхвостых земноводных монотипического семейства Telmatobiidae. Видовое название дано в честь индейского народа юракаре.
Эндемик Боливии. Вид распространён в горных реках и болотах в департаментах Кочабамба и Санта-Крус.
Самцы длиной до 5,7 см, самки — 4,6 см. Спина зелёно-коричневой окраски с тёмными пятнами, брюхо жёлтого или оранжевого цвета.
С 2008 по 2019 год представителей вида в природе не найдено. Последний, на данный момент, известный представитель Telmatobius yuracare по прозвищу Ромео жил в аквариуме природоохранного центра в течение 11 лет. В январе 2019 года во время экспедиции в джунглях найдено ещё 5 представителей вида: три самца и две самки. Лягушек в течение месяца продержали в карантине и вакцинировали против хитридиомикоза. В марте к Ромео подсадили одну самку, которую назвали Джульеттой. Экоактивисты надеются, что найденные лягушки послужат увеличению популяции этих редких земноводных.